# Pokémon – Der Film: Hoopa und der Kampf der Geschichte
Pokémon – Der Film: Hoopa und der Kampf der Geschichte (japanisch ポケモン・ザ・ムービーXY 光輪リングの超魔神 フーパ, Pokemon Za Mūbī Ekkusu Wai Ringu no chōmajin Fūpa) ist ein 2015 erschienener japanischer Anime-Abenteuer-Film und der 18. Film im Pokémon-Franchise. Die Geschichte erzählt ein Abenteuer von Ash Ketchum und dessen Pokémon Pikachu mit dem Pokémon Hoopa, dessen böse Macht versiegelt wurde und nun wieder freigesetzt wird. Der Anime wurde in mehrere Sprache übersetzt, darunter auch ins Deutsche.

## Handlung
Vor 100 Jahren wurde die Kraft des Pokémons Hoopa in ein Banngefäß eingesperrt, nachdem es zerstörerisch und außer Kontrolle geraten war. In der Gegenwart bricht Baraz, einer von Hoopas Pflegern und ein Nachkomme des Mannes, der Hoopas Macht versiegelt hat, die Siegel der Höhle, in der das Banngefäß versteckt war. Er nimmt das Gefäß an sich und wird dabei von dessen böser Macht ergriffen, die während der 100-jährigen Gefangenschaft entstand. Zur gleichen Zeit werden Ash Ketchum und seine Freunde Pikachu, Serena und Heureka durch ein von Hoopas interdimensionalen Ringen geschaffenes Portal nach Dahara City gezogen. Dort treffen sie auf Meral, die Schwester von Baraz. Gemeinsam wollen sie zum Dahara-Turm reisen. Hoopa versucht, seine Ringe zu benutzen, um alle zu transportieren, aber es stellt sich heraus, dass Hoopa in seinem veränderten Zustand nicht durch die Ringe reisen kann, die es erzeugt. Also machen sie sich zu Fuß auf den Weg. 
Unterwegs treffen sie Baraz mit dem Banngefäß, dessen böse Macht auch auf Hoopa übergreift. Meral kann sie rechtzeitig wieder versiegeln und die Geschwister erzählen den Freunden, wie es zu dieser Situation kam: Hoopa hatte mit seinen Kräften dem Ort Dahara viel Wohlstand gebracht. Aber als es auch kämpfen sollte und dafür immer mächtigere Pokémon herbeiholte, wurde es auch immer zerstörerischer. Daher hatte der Vorfahr der Geschwister Hoopas Kraft versiegelt. Es könne sie erst zurückerhalten, wenn es den Grund für die Versiegelung verstanden hätte. Nun aber will Hoopa lieber so bleiben und nicht wieder von der Macht besessen werden. Da erscheint Team Rocket und will die Flasche stehlen, um dessen Kraft Mauzi zu geben. Doch auch der wird von der Macht besessen. Im Kampf zerbricht das Gefäß und die gefangene Macht entkommt in Form eines Schatten-Hoopa. Die Freunde müssen nun die Zutaten für ein neues Banngefäß sammeln und Hoopa gegen dessen bösen Schatten verteidigen. 
Während Ash und Hoopa gegen die Angriffe des Schatten-Hoopa kämpfen, wird im Dahara-Turm die neue Bannflasche hergestellt. Gerade noch rechtzeitig erscheint Baraz mit der Flasche und versiegelt den Schatten. Als dieser einen letzten Befreiungsversuch unternimmt, kann Hoopa den Schatten überzeugen, dass es ihm ohne dessen Macht viel besser geht und sich endgültig von seinem Einfluss lösen. Doch durch die Kämpfe der legendären Pokémon, die Hoopa und Schatten-Hoopa beschworen hatten, ist ein Raum-Zeit-Riss im Turm entstanden, der die Freunde bedroht. So soll Hoopa doch noch einmal seine wahre Macht erhalten, um in seinem entfesselten Zustand die Menschen zu retten. Gemeinsam mit den legendären Pokémon gelingt die Rettung, aber der Turm wird zerstört. Hoopa will sich in Zukunft um seinen Wiederaufbau kümmern. 

## Produktion und Veröffentlichung
Das Drehbuch wurde von Hideki Sonoda und Atsuhiro Tomioka geschrieben, produziert wurde der Film bei Studio OLM. Regie führte Kunihiko Yuyama. Die Musik komponierte Shinji Miyazaki und für den Ton war Masafumi Mima verantwortlich. Die Charakterdesigns wurden entworfen von Kazumi Sato, Norihiro Matsubara, Sayuri Ichiishi und Toshihito Hirooka, sonstige Designs stammen von Toshinari Tanaka. Die künstlerische Leitung lag bei Minoru Akiba und die Kameraführung wurde von Tatsumi Yukiwaki verantwortet. Die Computeranimationen entstanden unter der Leitung von Ryota Itoh. Die verantwortlichen Produzenten waren Junya Okamoto, Kenichi Arai, Satoshi Shimohira und Susumu Matsuyama. Die Synchronsprecher sind, in der japanischen wie in der deutschen Fassung, die gleichen wie in der Anime-Fernsehserie.
Der Film kam in Japan am 18. Juli 2015 in die Kinos. In Deutschland erschien der Film am 19. Januar 2016 bei Universal Pictures auf DVD und Blu-ray. Eine englische Fassung wurde international auch von mehreren Fernsehsendern gezeigt. Außerdem erschien der Film unter anderem auf Französisch, Spanisch, Italienisch, Niederländisch, Russisch und Portugiesisch.